# Герб Хельсинки
Герб города Хельсинки на протяжении своей истории неоднократно менялся. Изначально это была печать, на которой были изображены волны ручья и хвост лосося. В 1639 году был утверждён герб с изображением красной ладьи, качающейся в морских водах. Позднее над ладьёй появилась золотая корона, позаимствованная из шведского герба в честь основателя Хельсинки Густава Вазы.
Современный герб Хельсинки был утверждён Министерством внутренних дел Финляндии 30 августа 1951 года и был разработан финским архитектором и историком Арне Вильгельмом Ранкеном. На гербе изображена плывущая по волнам золотая лодка, характеризующая Хельсинки как портовый город, а над ней — украшенная драгоценными камнями корона.
Правила использования герба были утверждены правительством Хельсинки в 1993 году.